# Железничка станица Ивамизава
Железничка станица Ивамизава (јап. 岩見沢駅) (Iwamizawa-eki) је железничка станица у Јапану у граду Ивамизава, Хокаидо на линији Хакодате, оператера Хокаидо железница.

## Линија
- Хокаидо железница
  - Главна линија Хакодате, станица А13[1]

## Опис станице
Железничка станица Ивамизава има један паралелни перон и два острвска који опслужују пет колосека. Станица је опремљена аутоматима за издавање карата.
| 1 | ■ Главна линија Хакодате | for Сапоро и Отару                                   |  |
| 1 | ■ Главна линија Муроран  | for Оиваке и Томакомај                               |  |
| 3 | ■ Главна линија Хакодате | за Сапоро и Отару за Такикава и Асахикава            |  |
| 3 | ■ Главна линија Муроран  | за Оиваке и Томакомај                                |  |
| 4 | ■ Главна линија Хакодате | за Сапоро (углавном експрес воз)                     |  |
| 6 | ■ Главна линија Хакодате | за Ашикава, Ваканај и Абашири (углавном експрес воз) |  |
| 7 | ■ Главна линија Хакодате | за Сапоро и Отару за Такикава и Асахикава            |  |

- Перон 3-4
- Трећи спрат
- Билетарница

## Суседне станице
| «                      | «                      | Сервис                 | »                      | »                      |
| Главна линија Хакодате | Главна линија Хакодате | Главна линија Хакодате | Главна линија Хакодате | Главна линија Хакодате |
| ---------------------- | ---------------------- | ---------------------- | ---------------------- | ---------------------- |
| Ками-Хоромуј (A12)     | Ками-Хоромуј (A12)     | локал                  | Миненобу (A14)         | Миненобу (A14)         |
| Главна линија Муроран  |                        |                        |                        |                        |
| Шибун                  | Шибун                  | -                      | Крај                   | Крај                   |